# Wenche Foss
Wenche Foss, fullständigt namn Eva Wenche Steenfeldt-Foss Stang, född Steenfeldt-Foss, född 5 december 1917 i Kristiania, död 28 mars 2011 i Oslo, var en norsk skådespelerska.
Foss debuterade 1935 på Søilen Teater i Vilhelm Dybwads operett Taterblod. Hennes största operettroll var som Hanna Glawari i Glada änkan 1948. Det blev Centralteatrets största succé. Hon kom till Nationaltheatret första gången 1952 och stannade i 15 år. Efter en period på Oslo Nye Teater från 1967 till 1978 avslutade hon sin karriär som fast anställd skådespelare på Nationaltheateret från 1978. Hon spelade 55 roller.
Hennes son Fabian Stang är ordfører (borgmästare) i Oslo.

## Filmografi (urval)
- 1940 – Tørres Snørtevold
- 1942 – Den farlige leken
- 1942 – Jeg drepte!
- 1942 – Herre med mustasch
- 1945 – Rikard Nordraak
- 1946 – Et spøkelse forelsker seg
- 1948 – Trollforsen
- 1951 – Kranes konditori
- 1952 – Det kunne vært deg
- 1953 – Ung frue forsvunnet
- 1953 – Brudebuketten
- 1954 – Portrettet
- 1959 – Herren och hans tjänare
- 1959 – Støv på hjernen
- 1962 – Tonny
- 1963 – Vildanden
- 1963 – Episode
- 1970 – Song of Norway
- 1973 – Scener ur ett äktenskap (TV-serie)
- 1974 – Hur man blir miljonär
- 1998 – Gurin med rävsvansen
- 2000 – Ballen i øyet
- 2001 – Rosmersholm (TV)
- 2002 – Jag är Dina
- 2002 – Musik för bröllop och begravningar

## Teater

### Roller
- 1946 – Behärska dig kvinna av Stanley Lupino och Edward Horans, regi Johan Jacobsen, Chinateatern[3]

## Utmärkelser
- Heddaprisen 2002[2]